# Francolí d'Erckel
El francolí d'Erckel (Pternistis erckelii) és una espècie d'ocell de la família dels fasiànids (Phasianidae) que habita zones arbustives o de matolls amb arbres dispersos de l'Àfrica oriental, a l'est del Sudan, nord d'Etiòpia i Eritrea. Introduït a les illes Hawaii.